# 华港镇
华港镇是中华人民共和国江苏省泰州市海陵区下辖的一个镇。

## 行政区划
华港镇下辖以下村级行政区划单位：
里华社区、港口社区、里华村、港口村、桑湾村、溪西村、下溪村、塔岳村、徐家垛村、野马村、许家庄村、双烈村、李家庄村、左舍村、葛舍村、野营村、刘庄村、溪东村和董潭村。